# Истон (город, Миннесота)
Истон (англ. Easton) — город в округе Фэрибо, штат Миннесота, США. На площади 2,4 км² (2,4 км² — суша, водоёмов нет), согласно переписи 2002 года, проживают 214 человек. Плотность населения составляет 87,6 чел./км². 
- Телефонный код города — 507
- Почтовый индекс — 56025
- FIPS-код города — 27-17738[1]
- GNIS-идентификатор — 0643128[2]